# Socialstyrelsens råd för vissa rättsliga, sociala och medicinska frågor
Socialstyrelsens råd för vissa rättsliga, sociala och medicinska frågor (även kallat Rättsliga rådet eller Socialstyrelsens rättsliga råd) är ett råd hos Socialstyrelsen som avgör vissa särskilt angivna ärenden.
Det kan handla om tillstånd till abort, sterilisering, insemination eller då man fastställer ändrad könstillhörighet. Det kan även handla om att avge utlåtande, på begäran av en domstol eller myndighet. Oftast handlar det om allmänmedicinska och rättsmedicinska samt rättspsykiatriska och psykiatriska frågor.

## Ordförande
- Göran Ewerlöf[1]